# Гарэн, Эудженио
Эудженио Гарэн, также Гарен, Гарин (итал. Eugenio Garin, 9 мая 1909, Риети — 29 декабря 2004, Флоренция) — итальянский историк философии и культуры.

## Биография
Эудженио Гарэн окончил классический лицей Галилея (Liceo classico statale Galileo) во Флоренции. Затем учился на философском факультете Падуанского университета под руководством известного философа Лудовико Лиментани (Ludovico Limentani). За эти годы он опубликовал несколько исследований по культуре эпохе Возрождения и ренессансному гуманизму.
Вскоре после окончания выиграл конкурс на преподавание в средних учебных заведениях. С 1950 года Эудженио Гарэн — профессор Флорентийского университета. В 1974 году перешёл в «Высшую нормальную школу» (Государственный центр высшего образования и научных исследований) при Пизанском университете и работал там вплоть до своей отставки в 1984 году.
Гарэн известен также своими работами об английском просвещении и писателях-моралистах. Влияние этих работ было столь значительным, что Гарэна сравнивали с Якобом Буркхардтом и Делио Кантимори.
Гарэн был редактором журналов «Возрождение» (Rinascimento) и «Критический журнал итальянской философии» (Il Giornale Critico della Filosofia Italiana). В 1931 году стал членом Национальной фашистской партии. В эти годы его профессиональные интересы находились в области идеологии не интеллектуалов и политиков, таких как Антонио Грамши, а философов спиритуалистической и католической ориентации, таких как Луи Лавель и Рене Ле Сенн.
Историко-философские воззрения Гарэна, называемые «левым историзмом», сложились в полемике с идеализмом Бенедетто Кроче. Поворотным моментом эволюции его идей стала публикация «Тюремных дневников» (Quaderni del carcere) Антонио Грамши, основателя Коммунистической партии Италии. Не став марксистом, Гарэн оказался «в роли попутчика» Итальянской коммунистической партии, активно выступал в её печати, принимал участие в мероприятиях левой направленности. В 1957 году при участии Пальмиро Тольятти открывал конференцию, посвящённую 20-летию с дня смерти Грамши.
При поддержке Тольятти Гарэн взял на себя роль гражданского интеллектуала и «главного культурного собеседника» Коммунистической партии. Гарэн не называл себя философом, в своих трудах он более склонен к филологии. Тем не менее он считается влиятельным теоретиком культуры и представителем философской историографии. В течение многих лет Эудженио Гарэн был профессором Флорентийского университета. Из-за студенческих волнений 1968 года он переехал в Пизу. Гарэн не разделял идеи политической борьбы методом забастовок и демонстраций и считал это выражением «абстрактного революционизма». У него было много учеников и последователей.
В течение десятилетий Гарэн был главным консультантом издательского дома «Латерца» (La Casa editrice Gius. Laterza & figli) по античной и современной философии. Основная направленность его научных публикаций: гуманизм и Ренессанс в истории культуры. В 1970 году филологическая «Академия рысьеглазых» (L’Accademia Nazionale dei Lincei) в Риме присудила Гарэну премию Фельтринелли за достижения в области философских наук. После смерти Гарэна в конце 2004 года его рукописи и библиотека были переданы, согласно завещанию, на хранение в «Высшую нормальную школу» в Пизе.

## Основные работы
- 1937: Джованни Пико делла Мирандола. Жизнь и учение (Giovanni Pico della Mirandola. Vita e dottrina).
- 1941: Итальянское Возрождение (Il Rinascimento italiano).
- 1942: Английские Просветители. Моралисты (Gli illuministi inglesi. I Moralisti).
- 1952: Итальянский гуманизм (L’Umanesimo italiano).
- 1954: Средневековье и Ренессанс (Medioevo e Rinascimento).
- 1955: Хроники итальянской философии (Cronache di filosofia italiana).
- 1957: Образование в Европе 1400—1600 (L’educazione in Europa 1400—1600).
- 1959: Философия как историческое знание (La filosofia come sapere storico).
- 1960: Философская культура эпохи итальянского Возрождения (La cultura filosofica del Rinascimento italiano).
- 1966: История итальянской философии: В 3-х томах (Storia della filosofia italiana. Тre volumi).
- 1970: От Ренессанса до Просвещения (Dal Rinascimento all’Illuminismo).
- 1974: Итальянские интеллектуалы XX века (Intellettuali italiani del XX secolo).
- 1975: Перерождения и революции (Rinascite e rivoluzioni).
- 1976: Зодиак жизни (Lo zodiaco della vita).
- 1983: Через два века (Tra due secoli).
- 1984: Жизнь и творчество Декарта (Vita e opere di Cartesio).
- 1988: Герметизм Ренессанса (Ermetismo del Rinascimento).
- 1991: Итальянские издательства между девятнадцатым и двадцатым веками (Gli editori italiani tra Ottocento e Novecento).
- 2000: Культура Возрождения (La cultura del Rinascimento).

## В переводе на русский язык
- Гарин Э. Хроника итальянской философии XX века (1900—1943). — М.: Прогресс, 1965. — 483 с.
- Гарэн Э. Проблемы итальянского Возрождения: Избранные работы. — М.: Прогресс, 1986. — 392 с.